# Ceradenia warmingii
Ceradenia warmingii är en stensöteväxtart som först beskrevs av Carl Frederik Albert Christensen, och fick sitt nu gällande namn av Paulo Henrique Labiak. Ceradenia warmingii ingår i släktet Ceradenia och familjen Polypodiaceae. Inga underarter finns listade.